# SJ (satélite)
SJ (es abreviatura del pinyin Shi Jian, en chino 实践, es decir, experimental en chino) es una familia de satélites experimentales desarrollados por China para desarrollar nuevas tecnologías espaciales. Estos satélites tienen características muy diferentes. El primer satélite de la familia se lanzó el 3 de marzo de 1971.

## Satélites

### SJ-1
El 3 de marzo de 1971 se lanzó el SJ 1 desde el Centro de Lanzamiento de Satélites de Jiuquan mediante un cohete Larga Marcha 1. Además de realizar varias pruebas técnicas de verificación, como la generación de energía fotovoltaica y el control térmico,  durante los 8 años en órbita se observaron y midieron  rayos X y rayos cósmicos.
Fue el segundo satélite en China, precedido por el Dong Fang Hong 1.

### SJ-2
El 19 de septiembre de 1981, el cohete Feng Bao 1 lanzó simultáneamente el SJ-2, SJ- 2A y elSJ- 2B desde el Centro de lanzamiento de satélites Sakusen. El propósito es una demostración técnica, China se convirtió en el tercer país, después de URSS Y EE. UU., en realizar un lanzamiento múltiple de satélites.
Este fue el último lanzamiento del cohete Feng Bao 1.

### SJ-3
Prototipo de satélite para la observación, no fue construido.

### SJ-4
El 8 de febrero de 1994 el SJ-4 despegó del Centro de Lanzamiento de Satélites de Xichang mediante un cohete Larga Marcha 3A. Realizó una órbita de transferencia geoestacionaria. Estudió los efectos en las partículas cargadas de un ambiente radiación cósmica.
Este fue el primer lanzamiento del cohete Larga Marcha 3A.

### SJ-5
El 10 de mayo de 1999, el SJ-5 fue lanzado, conjuntamente con el Fengyun 1 C, desde el Centro de Lanzamiento de Satélites de Taiyuan por un cohete Larga Marcha 4B.
Basado en el bus satelital CAST968, es un pequeño satélite de aproximadamente 300 kg diseñado para la exploración espacial, experimentos científicos y tecnología de bus satelital . Principalmente diseñado para la prueba de medición de partículas cargadas en el espacio, el enlace de datos del transmisor de alta velocidad de banda S el almacenamiento masivo sólido y experimentos de ciencia de fluidos. Situado en una órbita sincrónica al sol 210870 km.

### SJ-6
Existen 8 satélites SJ-6 de A a H. Se dice que tiene como finalidad la realización de experimentos en el espacio entorno espacial, y examinar el efecto, de la radiación, para grabar los parámetros del entorno físico del universo,.
La misión del satélite ELINT podría también haber incluido prueba de ingeniería. Todos los lanzamientos se realizaron desde el Centro de Lanzamiento de Satélites de Taiyuan  mediante cohetes Larga Marcha 4B.

### SJ-7
Fue lanzado el 5 de julio de 2005 por Larga Marcha 2D desde el Centro de Lanzamiento de Satélites de Jiuquan, con la finalidad de medir la radiación espacial.

### SJ-8
El 9 de septiembre de 2006 fue lanzado desde el Centro de Lanzamiento de Satélites de Jiuquan  por un cohete Larga Marcha 2C.
El satélite disponía de una sección de reentrada. Se empleo para exponer al medio ambiente del espacio 215kg de semillas de plantas y hongos, biosatellite. Después de recorrer la órbita baja de la Tierra a entre 187 km y 463 km de distancia, realizar experimentos en el espacio exterior, como experimentos de reproducción de mutaciones e investigación de mecanismos. El 24 de septiembre, 15 días después del lanzamiento, el SJ-8 retorno a la superficie terrestre. El satélite aterrizó en el área de recolección planificada en Suining, Sichuan. Una parte siguió en órbita para llevar a cabo experimentos científicos en microgravedad en el espacio exterior.

### SJ-9
Los SJ número 9 A y B son satélites de demostración tecnológica lanzados el 14 de octubre de 2012 en un lanzamiento dual. El SJ-9A fabricado en base al bus CAST-2000 realiza experimentos sobre propulsión eléctrica, sistema de control estable y de alta precisión, fuente de alimentación de alta eficiencia, tecnología avanzada de tratamiento térmico en la órbita, y parece estar equipado con equipos de observación de la tierra. Mientras tanto el SJ-9B emplea un bus CAST-100  equipado con un dispositivo de refrigeración y un equipo de cámara de infrarrojos de longitud de onda larga (LWIR).

### SJ-10
Situado en órbita baja el 5 de abril de 2016 por un cohete Larga Marcha 2D. El satélite de 3600 kg tenía como misión la experimentación durante dos semanas con semillas de plantas y hongos en micro gravedad. Volvió a la Tierra en18 de abril de 2016.

### SJ-11
El SJ-11 es un satélite científico desarrollado y fabricado por Dongfang Red Satellite Co., Ltd., que pertenece a la Corporación de Ciencia y Tecnología Aeroespacial de China, y se utiliza principalmente para la investigación de la ciencia espacial y las pruebas técnicas en órbita .
Fueron lanzados siete individualmente, pero uno de los cuales fallo en la colocación en órbita.
Sin embargo, los detalles no se han aclarado, y se especula que podría tratarse de una constelación de satélites de alerta temprana experimental .
| Nombre       | Fecha de lanzamiento     | Sitio de lanzamiento | Cohete          | éxito |
| ------------ | ------------------------ | -------------------- | --------------- | ----- |
| SJ -11 n.º 1 | 12 de noviembre de 2009  | Jiuquan              | Larga Marcha 2C | si    |
| SJ -11 n.º 2 | 29 de julio de 2011      | Jiuquan              | Larga Marcha 2C | si    |
| SJ -11 n.º 3 | 6 de julio de 2011       | Jiuquan              | Larga Marcha 2C | si    |
| SJ -11 n.º 4 | 18 de agosto de 2011     | Jiuquan              | Larga Marcha 2C | no    |
| SJ -11 n.º 5 | 15 de julio de 2013      | Jiuquan              | Larga Marcha 2C | si    |
| SJ -11 n.º 6 | 31 de marzo de 2014      | Jiuquan              | Larga Marcha 2C | si    |
| SJ -11 n.º 7 | 28 de septiembre de 2014 | Jiuquan              | Larga Marcha 2C | si    |

### SJ-12
El 15 de junio de 2010 desde el Centro de Lanzamiento de Satélites de Jiuquan fue lanzado por un cohete Larga Marcha 2D.
La misión consistía en técnicas de inspección satélite y, en agosto de 2010,  de encuentro con el satélite SJ-6F. Es probable que se haya logrado el contacto físico entre satélites.

### SJ-15
Lanzado el 19 de julio de 2013 para el estudio de los desechos espaciales

### SJ-16
El SJ-16A lanzado el 25 de octubre de 2013 desde el Centro de Lanzamiento de Satélites de Jiuquan por un cohete Larga Marcha 4B. Y el SJ-16B lanzado el 19 de julio de 2013 de igual manera. Su misión era la medición de la radiación y sus efectos.

### SJ-17
El SJ-17 lanzado el 3 de noviembre de 2016 desde el Centro de Lanzamiento de Satélites de Wenchang. Fue el primer vuelo del cohete pesado Larga Marcha 5. Es satélite de 4500 kg fue situado en órbita geoestacionaria. Su misión consistía en pruebas de la plataforma DFH-4S (gestión energética, navegación) y por otro lado observación de escombros orbitales a gran altitud, con posibilidad de operaciones cercanas.

### SJ-18
El SJ-18 lanzado el 2 de julio de 2017 desde el Centro de Lanzamiento de Satélites de Wenchang por un cohete Larga Marcha 5. Con alrededor de 7600 kg es el satélite geoestacionario más pesado desarrollado por China hasta ese momento. Es un satélite de comunicaciones con una nueva configuración la DFH-5. Un fallo en el cohete portador, debido a una anomalía en la operación de uno de los motores YF-77 de primera etapa a 346 segundos de vuelo, impidió su puesta en órbita.

### SJ-20
Esta previsto el lanzamiento de una segunda unidad análoga del satélite perdido Shijian-18, SJ-18, por un cohete Larga marcha 5 el 27 de diciembre de 2019 desde Wengchang.